# Dublin Airport
Dublin Airport (Iers: Aerfort Bhaile Átha Cliath) (IATA: DUB, ICAO: EIDW) is de luchthaven van Dublin. Het is verreweg de drukste luchthaven van Ierland. Dublin handelde 19 miljoen passagiers af in 2012. Ter vergelijking: in de regio Dublin wonen circa 1,6 miljoen mensen en in heel Ierland slechts 5,1 miljoen. 

## Ligging
Het vliegveld ligt ongeveer 10 km van de stad Dublin. Op het vliegveld zijn onder andere de hoofdkwartieren van de maatschappijen Aer Lingus en Ryanair gevestigd. Het centrum van Dublin is, met frequent rijdende pendelbussen, te bereiken in een half uur.

## Faciliteiten
Dublin Airport is – mede door de snelle economische groei ten tijde van de Celtic Tiger – uit haar jasje gegroeid en in 2010 werd een tweede terminal geopend.
De bouw van terminal 2 stuitte op veel weerstand van Ryanair, de grootste gebruiker van de luchthaven. Ryanair was fel tegen de bouw van de zeer luxueuze terminal waarvan de totale kosten op € 609 miljoen werd geschat. De luchthaventarieven zouden hierdoor verdubbelen van € 5,50 naar € 11 per passagier. Ryanair wilde een minder luxueuze terminal, volgens Michael O'Leary kon een terminal met eenzelfde capaciteit voor € 60 miljoen worden gebouwd.
In 2012 zijn er twee terminals, terminal 1 voor binnenlandse bestemmingen en binnen het Verenigd Koninkrijk en terminal 2 voor internationale vluchten. Passagiers met als eindbestemming de Verenigde Staten (VS) hebben de mogelijkheid in terminal 2 door de Amerikaanse douane te gaan waardoor je vervolgens aankomt in de VS als binnenlandse vlucht. Dit noemt men de US Customs Pre Clearence. Dit is mogelijk door een verdrag dat president John F. Kennedy destijds is aangegaan met de Ierse overheid door de vele Ierse gastarbeiders in de VS.
In 2023 maakten 31,9 miljoen passagiers gebruik van de luchthaven. Er is een maximum vastgesteld van 32 miljoen passagiers op jaarbasis en dit plafond is nagenoeg bereikt. In 2007 werd dit plafond afgesproken om de bouw van terminal 2 mogelijk te maken. Men vreesde verkeersproblemen omdat het wegennet een groter aantal passagiers niet aankan.

## Thuishaven
Dublin Airport is de thuishaven en/of belangrijk hubvliegveld voor de nationale maatschappij Aer Lingus en Ryanair.